# Святая Изабелла Португальская
Святая Изабелла Португальская (араг. , порт. и исп. Santa Isabel; 4 января 1271, Альхаферия, Сарагоса, Королевство Арагон — 4 июля 1336, Эштремош, Эвора) — королева-консорт Португалии, инфанта Арагона.
Канонизирована 25 мая 1625 года. День памяти — 4 июля.

## Биография

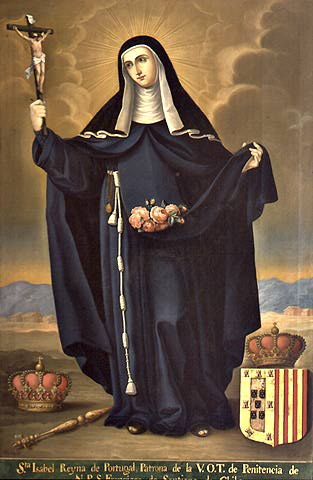
Хосе Дил де Кастро. Святая Изабелла Португальская

Была названа в честь своей двоюродной бабушки Святой Елизаветы Венгерской, канонизированной в 1235 году, и также как она, является святой католической церкви. Дочь короля Педро III Арагонского и Констанции Сицилийской (дочери Манфреда Гогенштауфена), супруга короля Диниша Португальского (с 24 июня 1282).
Носит прозвища «Святая королева» (A Rainha Santa) и «Миротворица» (A Pacificadora) (за то, что помогала помириться Динишу и его сыну, поднявшему против него восстание). Основывала больницы, школы и приюты. Несмотря на то, что Диниш вел жизнь свободную и имел множество любовниц, оставалась примером верной жены. После смерти мужа удалилась в основанный ею францисканский монастырь Святой Клары в Коимбре. Но когда её сын Афонсу IV начал войну против кастильского короля Альфонса XI из-за дурного обращения с Марией Португальской, дочерью первого и женой второго, Изабелла вновь отправилась в путь и успела воспрепятствовать битве, примирив обоих, но заболела и скончалась в Эштремоше, у несостоявшегося поля битвы. 

## Семья
Родила королю Динишу двоих детей:
- Констанцию, супругу Фердинанда IV Кастильского
- Афонсу IV

## В изобразительном искусстве
В изобразительном искусстве атрибутом святой является роза. Согласно легенде (которая относится в первую очередь и к Святой Елизавете Венгерской и очевидно была перенесена на португальскую королеву), король запрещал Изабелле давать милостыню бедным. Как-то королева несла в подоле хлеб, чтобы отдать его нищим, но по пути встретила мужа. «Что там?» — спросил он строго. Святая вспомнила многочисленные кары, которыми он грозил ей и её подопечным, и солгала: «Розы». «Покажи!» — приказал муж. Святая развернула подол, и по слову её случилось чудо: там действительно оказались розы и она была спасена (Чудо с розами).

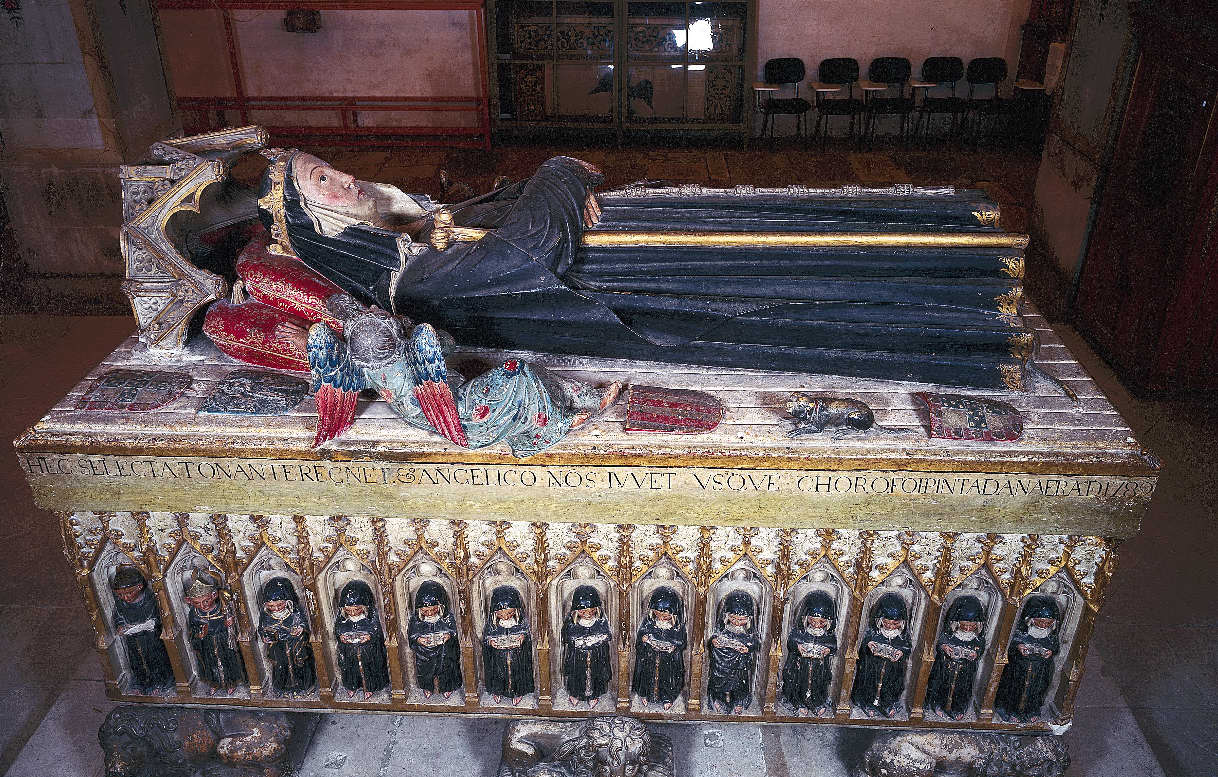
Надгробие святой Изабеллы Португальской

## В литературе
Жизнеописание отображено в биографической поэме Вашку Моузинью де Кеведу «Речь о жизни и смерти св. Изабеллы королевы Португалии» (Discurso sobre a Vida e Morte de Santa Isabel Rainha de Portugal, 1596).

## В поп-культуре
Святая королева Изабель — персонаж во вселенной Might & Magic.